# Bec-ouvert africain
Anastomus lamelligerus
Espèce
Statut de conservation UICN

 LC  : Préoccupation mineure
Le Bec-ouvert africain (Anastomus lamelligerus) ou cigogne à bec-ouvert d'Afrique, est une espèce d'échassier appartenant à la famille des Ciconiidae.

## Description
Le bec-ouvert africain est un oiseau d'environ 80 centimètres de couleur noire, avec des reflets métalliques. Ce qui le caractérise est la forme de son bec : deux mandibules qui ne se touchent qu'à la base et à la pointe du bec. Cette forme est la conséquence de son adaptation à son régime alimentaire, il se nourrit principalement d'escargots qu'il extirpe de leur coquille grâce à cette forme particulière de bec qui sert de "pince à escargot". Au milieu, la partie supérieure est dotée de cornée. Comme les autres cigognes il produit des claquement de bec lors des parades amoureuses. Le jeune possède un pelage terne et plus clair, son bec est droit, il se courbera au cours de sa croissance.
Il existe une espèce similaire, au plumage blanc, le bec-ouvert indien (Anastomus oscitans).
|  |

## Habitat
On le retrouve sur tout le territoire africain, à l'exception du Maghreb. Il est également présent à l'ouest de Madagascar. Il vit dans les zones plantées d'arbres, les lacs et les régions palustres. Il se nourrit de petits escargots qu'il extrait de leur coquille grâce à son bec.

## Reproduction
L'espèce niche sur les arbres au milieu de buissons généralement proche d'une étendue d'eau. La saison de reproduction dure d'août à mai, avec un pic entre janvier et mars.

## Sous-espèces
D'après la classification de référence (version 14.1, 2024) de l'Union internationale des ornithologues, le Bec-ouvert africain possède 2 sous-espèces :
- Anastomus lamelligerus lamelligerus Temminck, 1823 ;
- Anastomus lamelligerus madagascariensis Milne-Edwards, 1880.